# Мойсієнко Анатолій Кирилович
Анатолій Кирилович Мойсієнко (нар. 9 липня 1948, с. Бурівка, Чернігівщина) — український поет, доктор філологічних наук, професор, завідувач кафедри української мови та прикладної лінгвістики Київського національного університету імені Тараса Шевченка.

## Освіта
Закінчив філологічний факультет Ніжинського державного педінституту імені Миколи Гоголя. У 1993 році захистив кандидатську дисертацію на тему «Іменники‑деад’єктиви сучасної української літературної мови в ономасіологічному аспекті», докторську «Слово в аперцепційній системі поетичного тексту: декодування Шевченкового вірша» у 1997 р. в Інституті української мови НАН України.

## Наукові дослідження
Автор ряду досліджень з філології, зокрема книжок:
- «Слово в аперцепційній системі поетичного тексту: декодування Шевченкового вірша» (1997, 2006, 2013)
- «Традиції модерну і модерн традицій» (2001)
- «Динамічний аспект номінації»(2004)
- «Традиції модерну і модерн традицій. Книга друга» (2007)
- «Мова як світ світів: поетика текстових структур» (2008)
- «Філологічні студії» (2015)
- «Народна загадка в текстово-дискурсивному вимірі» (2016)
- «Текст як мистецька даність. Проблеми поетичної мови» (2018)[2]

Головний редактор збірника наукових праць «Українське мовознавство».
Статті — понад 300.

## Поетична творчість
Опублікував поетичні збірки: 
- «Приємлю» (1986)
- «Сонети і верлібри» (1996, 1998)
- «Шахопоезія» (1997)
- «Сім струн» (1998, 1999)
- «Віче мечів» (1999)
- «Нові поезії» (2000)
- «Спалені камені» (2003)
- «Мене любов’ю засвітили скрипки» (2006)
- «Вибране» (2005)
- «З чернігівських садів: нові сонети і верлібри»(2008)
- «Поезії. Стихотворения. Gedichte» (2013)
- «Леза зел: Книга верлібрів» (2016)
- «Синьоліт ліхтарів синьоирій: Книга сонетів» (2018).[2]
- «Про Вероніку Борачок» (2020)

Твори А. Мойсієнка перекладали німецькою, англійською, російською, білоруською, польською, угорською, румунською мовами.

## Перекладач і упорядник
Виступає також як перекладач з німецької та слов'янських мов.
Упорядник:
- двотомної антології «Золотий гомін: українська поезія світу» (1991, 1997),
- антології різномовної поезії України «На нашій, на своїй землі» в трьох книгах (1995, 1996).

## Громадська діяльність
Член Національної спілки письменників України (1988), один із засновників гурту поетів-паліндромістів «Геракліт» (1991). 

## Відзнаки
Лауреат літературних премій ім. Бориса Нечерди (2000), «Благовіст» (2001), ім. Івана Кошелівця (2004), імені Михайла Коцюбинського (2017).
Почесна грамота Київського національного університету імені Тараса Шевченка.
Почесна відзнака Національної спілки письменників України (2008, 2013). Орден святих Кирила і Мефодія (2018).